# دوري كرة القدم السلوفيني الدرجة الثانية 2007–08
دوري كرة القدم السلوفيني الدرجة الثانية 2007–08 (بالإيطالية: Druga slovenska nogometna liga 2007-2008)‏ هو الموسم 17 من دوري كرة القدم السلوفيني الدرجة الثانية ‏. أشرف على تنظيمه اتحاد سلوفينيا لكرة القدم، وكان عدد الأندية المشاركة فيه 10، وفاز فيه نادي رودار فيلينيه.